# Središnja knjižnica Mađara u Hrvatskoj
Središnja knjižnica Mađara u Hrvatskoj (mađarski: Horvátországi Magyarok Központi Könyvtára) osnovana je 2001. godine od kada djeluje u okviru Gradske knjižnice Beli Manastir. Knjižnica u svom radu promovira multikulturalnost i multietičnost utemeljenu na dubokim i isprepletenim odnosima hrvatskog i mađarskog stanovništva. Knjižnica broji oko 3.291 jedinicu građe, uključujući tiskanu te audiovizualnu i elektroničku građu. Od svoga osnivanja institucija radi na uspostavi stručne suradnje prvenstveno s knjižnicama u Pečuhu, Baji, Mohaču, Budimpešti, Čongradu i Kecskemétu.